# Microsoft Office 2013
Microsoft Office 2013 (Codename: Office 15, unter Windows RT: Office 2013 RT) ist ein Office-Paket von Microsoft aus der Microsoft-Office-Serie und ist der Nachfolger von Microsoft Office 2010.
Die IA-32 und die x64-Version (AMD64 und Intel 64) von Office 2013 ist mit Windows 7, Windows 8 und Windows 10 sowie den zugehörigen Server-Betriebssystemen 2008 R2 sowie 2012 kompatibel. Die als Office 2013 RT bezeichnete Version von Office 2013 ist die erste Office-Version für ARM-Prozessoren und läuft unter Windows RT. Der Nachfolger ist Microsoft Office 2016, das im Gegensatz zur Version 2013 sowohl für Mac OS X als auch Windows erhältlich ist.
Der Mainstream-Support endete am 10. April 2018 und der erweiterte Support z. B. mit Sicherheitsaktualisierungen endete am 11. April 2023.

## Geschichte
Die Entwicklung begann 2010, während Microsoft die Arbeit an Office 14 abschloss und es als Microsoft Office 2010 veröffentlichte.
Eine Technical-Preview-Version von Office 2013 wurde am 30. Januar 2012 veröffentlicht. Eine öffentliche Beta erschien am 16. Juli 2012. Am 25. Oktober 2012 wurde die Release to Manufacturer Version (RTM) von Office, Visio und Project 2013 für Technet-Kunden zum Download freigegeben. Am 29. Januar 2013 wurde die finale Version für alle zum Kauf freigegeben.

## Neuerungen

### Benutzeroberfläche und Cloud-Computing
Die Oberfläche wurde an das Aussehen von Windows 8 angepasst und soll somit auch für Touchscreens geeigneter sein. Mit der Einbindung von Microsoft OneDrive ist es möglich, sämtliche Dokumente direkt in der Cloud zu speichern. Zudem werden die in der Cloud gespeicherten Dateien mit einem lokalen Speicherort synchronisiert. Somit stehen dem Benutzer auch ohne Internetverbindung alle Dokumente zur Verfügung. Außerdem wurden die Dienste Skype und Yammer in die Office-Programme eingebunden. Durch das sogenannte App-Streaming ist es möglich, die Office-Programme auf einen Windows-PC über das Internet zu streamen. Die Nutzung der Programme ist dann ohne eine Installation auf diesem Rechner möglich.

### Office 2013 RT
Die ARM-Version, Office 2013 RT, ist die erste Office-Version für Windows RT. Diese besitzt nicht denselben Funktionsumfang wie die IA-32 und die x64-Version, so fehlen ihr zum Beispiel die Anwendungen Access und Publisher. Auch die Verwendung von ActiveX-Steuerelementen ist nicht möglich. Seit der Veröffentlichung von Windows RT 8.1 ist Outlook ebenfalls Bestandteil von Office 2013 RT.

## Mobile Variante
Kurz nach der Veröffentlichung der Consumer Preview gab Microsoft bekannt, eine mobile Variante des Büropakets für Windows Phone zu veröffentlichen. Diese soll der Desktop-Variante ähnlicher als in früheren Fassungen werden und einige Funktionen übernehmen, zum Beispiel für Erinnerungen. Durch die Verbindung beider Anwendungen über die Office-Cloud wird es möglich, ein Dokument auf dem PC zu bearbeiten und an der gleichen Stelle auf dem mobilen Endgerät fortzusetzen.

## Erweiterungen
Im August 2012 wurde bekannt, dass sich Office 2013 erstmals durch sogenannte Apps erweitern lässt. Dabei handelt es sich um kleine Programme, welche den Funktionsumfang der Office-Anwendungen ergänzen, um z. B. eine Adresse direkt aus Microsoft Outlook heraus auf Bing Maps anzuzeigen. Die Office Apps sind an ein bestimmtes Microsoft-Konto gebunden und werden bei der Nutzung auf mehreren Endgeräten automatisch synchronisiert, sofern diese neben Office 2013 gleichzeitig Windows 8 oder Windows RT ausführen.

## Nutzungseinschränkung
Im Vergleich zu Office 2010 wurde die EULA an einigen Stellen geändert. So existierte bei Auslieferung eine neue Klausel, nach der eine einmal installierte Version von Office 2013 an den zur Aktivierung genutzten Computer gebunden ist. Eine Mitnahme auf einen anderen Rechner oder Übergabe/Verkauf an einen anderen Nutzer war nicht vorgesehen. Die Regelung verstieß gegen die gängige Rechtsprechung in den meisten europäischen Ländern, insbesondere weil auf der Verpackung kein Hinweis auf eine solche Nutzungseinschränkung vorhanden war. Nach Nutzerprotesten wurde diese Regelung von Microsoft im März 2013 aufgehoben. Eine Übergabe an einen anderen Rechner ist nun nach vorheriger Deinstallation alle 90 Tage möglich, bei einem Hardwaredefekt auch früher.

## Editionen

### Klassische Editionen
Die klassischen Editionen von Microsoft Office erfordern ausschließlich zum Zwecke der Aktivierung und Aktualisierung eine Onlineverbindung. Sie verfügen über keinerlei Skype-Guthaben oder OneDrive-Onlinespeicherplatz. Abgesehen von einem Volumenlizenzvertrag ist jede erworbene Lizenz an einen Benutzer und an ein Gerät geknüpft.
| Edition              | Einzeln      | Office RT  | Home & Student    | Home & Business   | Standard      | Professional      | Professional Plus |
| -------------------- | ------------ | ---------- | ----------------- | ----------------- | ------------- | ----------------- | ----------------- |
| Vertriebsweg         | Einzelhandel | Windows RT | Einzelhandel, OEM | Einzelhandel, OEM | Volumenlizenz | Einzelhandel, OEM | Volumenlizenz     |
| kommerzielle Nutzung | ja           | Separat    | nein              | ja                | ja            | ja                | ja                |
| Word                 | ja           | ja         | ja                | ja                | ja            | ja                | ja                |
| Excel                | ja           | ja         | ja                | ja                | ja            | ja                | ja                |
| PowerPoint           | ja           | ja         | ja                | ja                | ja            | ja                | ja                |
| OneNote              | ja           | ja         | ja                | ja                | ja            | ja                | ja                |
| Outlook              | ja           | ja         | nein              | ja                | ja            | ja                | ja                |
| Publisher            | ja           | nein       | nein              | nein              | ja            | ja                | ja                |
| Access               | ja           | nein       | nein              | nein              | nein          | ja                | ja                |
| InfoPath             | ja           | nein       | nein              | nein              | nein          | nein              | ja                |
| Lync                 | ja           | nein       | nein              | nein              | nein          | nein              | ja                |
| 1. 2. 3. 4.          |              |            |                   |                   |               |                   |                   |

### Office 365-Editionen
Dies ist eine Übersicht des Office 365-Angebots zum Zeitpunkt des Erscheinens von Microsoft Office 2013. Da es sich hierbei um ein Miet-Softwareangebot handelt können sich Bestandteile im Laufe der Zeit verändert haben.
| Edition                    | Personal       | Home Premium     | University     | Small Business Premium | ProPlus | Enterprise |
| -------------------------- | -------------- | ---------------- | -------------- | ---------------------- | ------- | ---------- |
| Benutzeranzahl             | 1              | Alle im Haushalt | 1              | 10                     | 25      | unbegrenzt |
| Geräte pro Nutzer          | 1              | 5 (pro Haushalt) | 2              | 5                      | 5       | 5          |
| kommerzielle Nutzung       | nein           | nein             | nein           | ja                     | ja      | ja         |
| Skype-Freiminuten weltweit | 60 Min / Monat | 60 Min / Monat   | 60 Min / Monat | nein                   | nein    | nein       |
| OneDrive-Speicher          | 1 TB           | 1 TB             | 1 TB           | nein                   | nein    | nein       |
| Word                       | ja             | ja               | ja             | ja                     | ja      | ja         |
| Excel                      | ja             | ja               | ja             | ja                     | ja      | ja         |
| PowerPoint                 | ja             | ja               | ja             | ja                     | ja      | ja         |
| OneNote                    | ja             | ja               | ja             | ja                     | ja      | ja         |
| Outlook                    | ja             | ja               | ja             | ja                     | ja      | ja         |
| Publisher                  | ja             | ja               | ja             | ja                     | ja      | ja         |
| Access                     | ja             | ja               | ja             | ja                     | ja      | ja         |
| InfoPath                   | nein           | nein             | nein           | ja                     | ja      | ja         |
| Lync                       | nein           | nein             | nein           | ja                     | ja      | ja         |
| 1. 2.                      |                |                  |                |                        |         |            |

### PowerPivot und Power View
PowerPivot und Power View dienen zum Auswerten großer Datenmengen. Dabei können unterschiedliche Tabellen im Datenmodell verknüpft werden. Während bei PowerPivot der Schwerpunkt auf Berechnungen liegt, ermöglicht Power View die Visualisierung der Daten, zum Beispiel in Diagrammen. Beide stehen nur in Office Professional Plus und Office 365 Professional Plus sowie in der eigenständigen Edition von Excel 2013 zur Verfügung.